# طول البحر

عارضة بسيطة تحت تأثير حمل موزع.

طول البحر هي المسافة بين ركيزاتان لمنشأ كالعارضة ،أو جسر، أو دعامة يمكن أن طول البحر يكون مقفل بواسطة كمرة مصمتة أو بحبل (كبل).يستخدم النوع الأول في الكباري، والنوع الثاني في خطوط النقل الكهربائية ، خطوط الاتصالات، بعض الأنواع من الهوائيات ،أو شريط الترام.
طول البحر هو عامل مؤثر ومهم في إيجاد قوة وحجم كمرة حيث أنه يحدد قيمة أقصي عزم انحناء و قيمة انحناء (هندسة). يتم إيجاد أقصى عزم انحناء {\displaystyle \mathrm {M} \max }و انحناء {\displaystyle \delta \max }لكمرة الموضحة بالصورة عن طريق:
{\displaystyle M_{max}={\frac {qL^{2}}{8}}}
{\displaystyle \delta _{max}={\frac {5M_{max}L^{2}}{48EI}}={\frac {5qL^{4}}{384EI}}}
حيث
{\displaystyle q} = حمل موزع متساوي.
{\displaystyle L} = المسافة بين الركيزتان (طول البحر).
{\displaystyle E} = معامل يونغ.
{\displaystyle I} = معامل عزم القصور الذاتي.
لاحظ أن أقصي قيمة لعزم الأنحناء يحدث في المنتصف بين الركيزتان، وإذا ضعف طول البحر سيزيد عزم الانحناء إلي أربعة أضعاف وكذلك الأجهاد.